# Llengües Benué-Congo
Les llengües Benué-Congo pertanyen a la família nigerocongolesa, concretament al grup Volta-Congo i agrupen els idiomes de mig continent africà, des de Nigèria al sud, sumant més de 500 milions de parlants d'unes 900 llengües diferents. El nom es deu al fet que aquestes llengües s'estenen entre la conca oriental del riu Benue (al nord) i la conca del riu Congo (al nord).
Inicialment el grup va ser proposat per Joseph Greenberg en 1963 que va considerar que les llengües anomenades prèviament "semi-bantúes" i les llengües bantus formaven part de la mateixa família lingüística i, per tant, el bantu malgrat la seva importància demogràfica i històrica no era més que una branca de les llengües llengües voltacongoleses. Dins de les llengües Benue-Congo, les llengües bantus constitueixen tant la branca més nombrosa quant a nombre de llengües, com el grup demogràficament més important.

## Classificació
Hi ha certes discrepàncies entre diferents autors sobre l'abast del grup Benué-Congo. Per a alguns autors aquest grup només llengües parlades a l'est del riu Níger i el seu afluent el Benué. No obstant això Williamson i Blench (2000) estenen el terme Benue-Congo i inclouen dins d'ell les llengües Níger-Volta. Williamson i Blench divideixen les llengües Benue-Congo en Benue-Congo occidentals (cridades Volta-Congo per altres autors) i Benue-Congo orientals (Benue-Congo pròpiament dit). Altres autors usen el terme Benue-Kwa per referir-se al conjunt de llengües Benué-Congo occidentals i Benué-Congo orientals.
Segons Williamson & Blench 2000, les llengües Benue-Congo es divideixen en un grup occidental (anomenat per altres autors Volta-Níger) i un grup oriental (Benue-Congo pròpiament dit):
Benué-Congo occidental o Volta-Níger: Especialment a Nigèria.
- - YEAI (Ioruboide-Edoide-Akoko-Igboide)
  - NOI (Nupoide-Oko-Idomoide)
  - Altres branques nigerovoltaiques independents.

Benué-Congo oriental
- Platoide: Especialment a Nigèria. Anomenades llengües d'altiplà de Nigèria central, o també llengües nigerianes centrals.
  - Bantoide-Cross
  - Llengües del riu Cross, al sud-est de Nigèria, com l'ibibio
  - Llengües bantoides
    - Bantoide Nord: A Camerun i E de Nigèria, especialment els grups mambiloide i dakoide.
    - Bantoide Sud: Pròpies del Sud-est de Nigèria i Oest de Camerun, excepte les llengües bantus que van aconseguir una gran expansió a tota Àfrica meridional.

La branca oriental, sense el bantu i el bantoide ("semi-bantu"), va ser anticipada ja per Westermann (1927) que va assignar a les poques llengües per les quals posseïa dades a una família que va denominar Benue-Cross i incloïa essencialment les de l'altiplà de Nigèria Central i les llengües del riu Cross.

## Comparació lèxica
Els numerals para diferents llengües Benué-Congo són:
| GLOSA | PROTO- VOLTA- NÍGER | Platoide      | Platoide        | Platoide         | Platoide       | Bantoide-Cross  | Bantoide-Cross |
| GLOSA | PROTO- VOLTA- NÍGER | PROTO- KAINJI | PROTO- NIG.CEN. | PROTO- JUKUNOIDE | PROTO- DAKOIDE | PROTO- BANTOIDE | PROTO- CROSS   |
| ----- | ------------------- | ------------- | --------------- | ---------------- | -------------- | --------------- | -------------- |
| '1'   | *-kp͡a / *-rĩ        | *dĩ(n)/ *ʦun  | *diŋ            | *ʣuŋ             |                | *moi / *ɗi      | *-ɗĩ           |
| '2'   | *-βa(ɟi)            | *rebu         | *βar            | *fai             |                | *βadi           | *-βari         |
| '3'   | *-tãi               | *taːtu        | *taːt           | *ʦaːr            |                | *tati           | *-tarĩ         |
| '4'   | *-nai               | *na(n)si      | *nasi           | *ɲɛ              |                | *nai            | *-nai          |
| '5'   | *tõː- / *-coni      | *tan(do)      | *ton-           | *ʦoŋ             |                | *cʲan           | *-tiã(ŋ)       |
| '6'   |                     | *5+1          |                 | *5+1             |                | *5+1            | *5+1           |
| '7'   | *5+2                | *5+2          |                 | *5+2             |                | *5+2            | *5+2           |
| '8'   | *-naːnai            | *5+3          |                 | *5+3             |                | *5+3            | *5+3           |
| '9'   | *5+4                | *5+4          |                 | *5+4             |                | *5+4            | *5+4           |
| '10'  | *-wo                | *upʷa/ *kupa  |                 | *-diub/ *-wub    |                |                 | *-ɗi-ob        |